# Facharzt für Haut- und Geschlechtskrankheiten
Facharzt für Haut- und Geschlechtskrankheiten, auch Hautarzt/Hautärztin, ist in Deutschland die offizielle Bezeichnung für einen Facharzt, der sich auf die ärztliche Tätigkeit in den Fachdisziplinen Hautkrankheiten und Geschlechtskrankheiten spezialisiert hat. 

## Gebiet Haut- und Geschlechtskrankheiten
Das Gebiet Haut- und Geschlechtskrankheiten umfasst nach der Definition der deutschen Weiterbildungsordnung für Ärztinnen und Ärzte  die Vorbeugung, Erkennung, konservative und operative Behandlung, die Nachsorge und Rehabilitation von Erkrankungen einschließlich der durch Immunreaktionen, Allergene und Pseudoallergene ausgelösten Krankheiten der Haut, der Unterhaut einschließlich Faszien, der hautnahen Schleimhäute und der Hautanhangsgebilde sowie von Geschlechtskrankheiten.

## Facharzt-Weiterbildung
Um in Deutschland als Facharzt für Haut- und Geschlechtskrankheiten tätig werden zu können, muss nach dem Abschluss eines Medizinstudiums und erteilter Approbation als Arzt eine mindestens fünfjährige Weiterbildung im Gebiet Haut- und Geschlechtskrankheiten mit Erfolg absolviert worden sein. Die Berechtigung zur Führung einer Facharzt- oder Zusatzbezeichnung wird nach einer mündlichen Prüfung von der zuständigen Landesärztekammer erteilt.
Die Weiterbildung muss an zugelassenen Weiterbildungsstätten absolviert werden: mindestens
- 60 Monate Haut- und Geschlechtskrankheiten, davon
  - können zum Kompetenzerwerb bis zu 12 Monate Weiterbildung in anderen Gebieten erfolgen.

Bei der Anmeldung zur Weiterbildungsprüfung müssen der zuständigen Ärztekammer sämtliche Nachweise über die erfüllten Mindestanforderungen vorgelegt werden. Dazu gehören auch die Logbuch-Dokumentationen über alle durch die MWBO vorgegebenen Inhalte der Weiterbildung. Zur Weiterbildungsprüfung muss man darlegen, dass man über die entsprechenden Kenntnisse, Erfahrungen und Fertigkeiten in Haut- und Geschlechtskrankheiten verfügt.

### Inhalte der Weiterbildung
Zur Weiterbildungsprüfung muss dargelegt werden können, dass man Kenntnisse, Erfahrungen und Fertigkeiten unter anderem in folgenden Bereichen erlangt hat:
- Fachgebundene genetische Beratung
- Dermatologische und venerologische Notfälle
- Infektionen
- Entzündungen
- Gefäßerkrankungen
- Systemerkrankungen, insbesondere Kollagenosen und Autoimmunerkrankungen
- Dermatologische und venerologische Arzneimitteltherapie
- Allergien und Umweltmedizin
- Lasertherapie, zum Beispiel selektive Photothermolyse, Koagulation, Vaporisation, Ablation, Detätowierung
- Physiko-chemische Therapie, nicht ionisierende Strahlenbehandlung sowie Photochemotherapie und extrakorporale Photochemoimmuntherapie
- Chemisches Peeling
- Hautadnexerkrankungen: Erkrankungen der Talgdrüsen, Haare, Nägel, apokrinen und ekkrinen Drüsen
- Tumorerkrankungen: Benige und maligne Neoplasien, Nävi, Hamartome
- Funktionsdiagnostik und bildgebende Verfahren
- Dermato-Endokrinologie und sexualmedizinische Aspekte

Die Inhalte der Musterweiterbildungsordnung sind allerdings nur eine Empfehlung für die rechtsverbindlichen Weiterbildungsordnungen der Landesärztekammern, die hiervon abweichende Regelungen treffen können.

## Zusatz-Weiterbildungen
Fachärztinnen und -ärzte für Haut- und Geschlechtskrankheiten haben die Möglichkeit, sich durch Zusatz-Weiterbildung weiter zu qualifizieren. Hierzu gehören insbesondere die Zusatz-Weiterbildungen Allergologie, Andrologie, Dermatopathologie, Medikamentöse Tumortherapie, Proktologie. Außerdem besteht die Möglichkeit der Qualifizierung in den Zusatz-Weiterbildungen, die Fachärzten der Gebiete der unmittelbaren Patientenversorgung vorbehalten sind.

### Zusatz-Weiterbildung Dermatopathologie
Voraussetzungen für die Zusatz-Bezeichnung Dermatopathologie sind 
- die Facharztanerkennung für Haut- und Geschlechtskrankheiten und zusätzlich
- Nachweis der unter Befugnis erlangten Kenntnisse, Erfahrungen und Fertigkeiten in Dermatopathologie gemäß den in der Weiterbildungsordnung beschrieben Inhalten der Zusatz-Weiterbildung:[2]

Die Inhalte der Zusatz-Weiterbildung Dermatopathologie sind integraler Bestandteil der Weiterbildung zum Facharzt für Pathologie.